# Can Campreciós (Molins de Rei)
Can Campreciós és una obra de Molins de Rei (Baix Llobregat) inclosa a l'Inventari del Patrimoni Arquitectònic de Catalunya.

## Descripció
Mas molt modest format per planta baixa i pis, orientat cap a migdia i amb coberta a dues aigües paral·leles a la façana. La planta baixa consta de dues portes d'accés i el pis té diverses finestres, tant a la façana principal com a la posterior.
La construcció principal té uns edificis annexos que desmereixen el conjunt degut al seu estat de conservació.

## Història
La primera família que es troba relacionada amb aquest mas és la dels Coll al segle xv, però un capbreu del 1656 diu que antigament era el mas Duran.